# Manuel Madeira Telles
Manuel Casimiro Madeira Telles, nascido em 31.01.1872, na Quinta da Coitena, Bobadela, Oliveira do Hospital, e falecido na mesma quinta em 1945. Filho do proprietário Luiz Madeira Dias da Fonseca, e de D. Maria Rita Telles de Loureiro Cardoso, irmã do Major Telles. Casou a 21.06.1893 com D. Alzira Lopes de Matos Cid, pianista, tia da poetisa Heloísa Cid, e prima direita de José Sobral Cid.
Foi estudante em Coimbra, onde travou e cultivou uma longa amizade com o também poeta António Nobre, que lhe dedica um poema 'Carta a Manoel', no famoso 'Só'. Monárquico, regionalista. Foi proprietário e director de vários jornais regionais da Beira (‘Voz da Beira’, ‘Gazeta da Beira’), e colaborador em muitos outros, com especial destaque para o ‘A Comarca de Arganil’. No âmbito do seu trabalho como chefe de finanças, escreveu várias obras sobre assuntos fiscais e prediais, e uma sátira sobre a natureza dos concursos públicos (“Concursos”). Escreveu vários livros de poesia, dos quais se destacam o patriótico “Portugueses a El-Rei D. Manuel II”, um conjunto de poemas dedicado às Rainhas D. Amélia e D. Maria Pia. Foi tradutor do provençal para o português (‘Mireia’, de Fréderic Mistral, em colaboração com João Maria Cerqueira de Azevedo), entre outras obras inéditas que se encontram na Biblioteca Nacional.